# タイ・ミッチェル
タイ・ミッチェル （Ty  Mitchell、1993年 - ）は、アメリカの作家であり、元ゲイポルノ男優 。彼はMen.com、Lucas Entertainment、CockyBoysなどさまざまなスタジオの作品に出演。男優としての活動に加えて、ミッチェルはハフポストなどのオンラインメディアでクィアやゲイに関してコラムを執筆している 。中でも彼が2020年のオスカーにおける女性監督のノミネートの少なさについて、ゲイポルノの賞（Str8UpGay賞）における女性監督のノミネートの方が多いと指摘したことは注目を集めた 。現在、彼はニューヨークのブルックリンに住んでいる。

## 仕事
ミッチェルはジェンダー研究の学位を持っており、オンライン・メディアへ向けクィアとゲイの生活について執筆している。彼は2016年からポルノ業界で働き始め、いくつかの有名なスタジオで撮影を行ってきた。2020年のGayVNアワードでは最優秀新人賞にノミネートされた。2023年に引退。
2019年にはエマ・ストーンが出演した『サタデー・ナイト・ライヴ』のゲイポルノを題材としたコントに参加。

## 出演作
- クリーン・アップ・オン・アイル69 Clean Up on Aisle 69（Men.com、2020年）（ウィリアム・シードと共演）
- トム・オブ・フィンランド - フューチャー・エロティカ Tom of Finland - Future Erotica（Men.com、2020年）